# Tesfaye Deriba
Tesfaye Deriba, né le 11 septembre 1998, est un athlète éthiopien, spécialiste du 3 000 m steeple.

## Biographie
Le 16 mars 2025, il remporte le marathon de Barcelone en 2 h 4 min 13 s.

## Palmarès
| Date | Compétition                    | Lieu      | Résultat | Épreuve         | Temps          |
| ---- | ------------------------------ | --------- | -------- | --------------- | -------------- |
| 2017 | Championnats d'Afrique juniors | Tlemcen   | 2e       | 3 000 m steeple | 8 min 33 s 67  |
| 2017 | Championnats du monde          | Londres   | 7e       | 3 000 m steeple | 8 min 22 s 12  |
| 2025 | Marathon de Barcelone          | Barcelone | 1er      | Marathon        | 2 h 4 min 13 s |

## Records
| Épreuve         | Performance   | Lieu    | Date         |
| --------------- | ------------- | ------- | ------------ |
| 3 000 m steeple | 8 min 13 s 33 | Hengelo | 11 juin 2017 |